# Phoxocampus tetrophthalmus
Phoxocampus tetrophthalmus és una espècie de peix de la família dels singnàtids i de l'ordre dels singnatiformes.

## Morfologia
- Els mascles poden assolir 8 cm de longitud total.[4][5]

## Reproducció
És ovovivípar i el mascle transporta els ous en una bossa ventral, la qual es troba a sota de la cua.

## Hàbitat
És un peix marí de clima tropical i associat als esculls de corall que viu fins als 20 m de fondària.

## Distribució geogràfica
Es troba a Indonèsia (incloent-hi l'oest d'Irian Jaya), les Filipines i Guam.